# Pieter Louw
Pieter Louw (gedoopt Amsterdam, 12 oktober 1725 – begraven aldaar, 12 maart 1800) was een Nederlands schilder, tekenaar en graficus.

## Leven en werk
Louw was een zoon van Hendrik Pietersz Louw en Barentje Isacks. Hij schilderde, tekende, etste en graveerde onder meer landschappen en portretten. Hij was lid van Sint Lucas en de Stadstekenacademie in Amsterdam. 
Louw werd in 1765 een van de directeuren van de hervormde Stadstekenacademie, naast onder anderen Jacob Otten Husly, Cornelis Ploos van Amstel, Reinier Vinkeles en Anthonie Ziesenis. Louw gaf ook les, tot zijn leerlingen behoorden Jacob Cats, Christoffel Courier, Anna Maria Ebeling, Johan George Kreetschmer, Daniël Veelwaard en Izaak Jans de Wit.
Hij overleed op 74-jarige leeftijd.

## Enkele werken

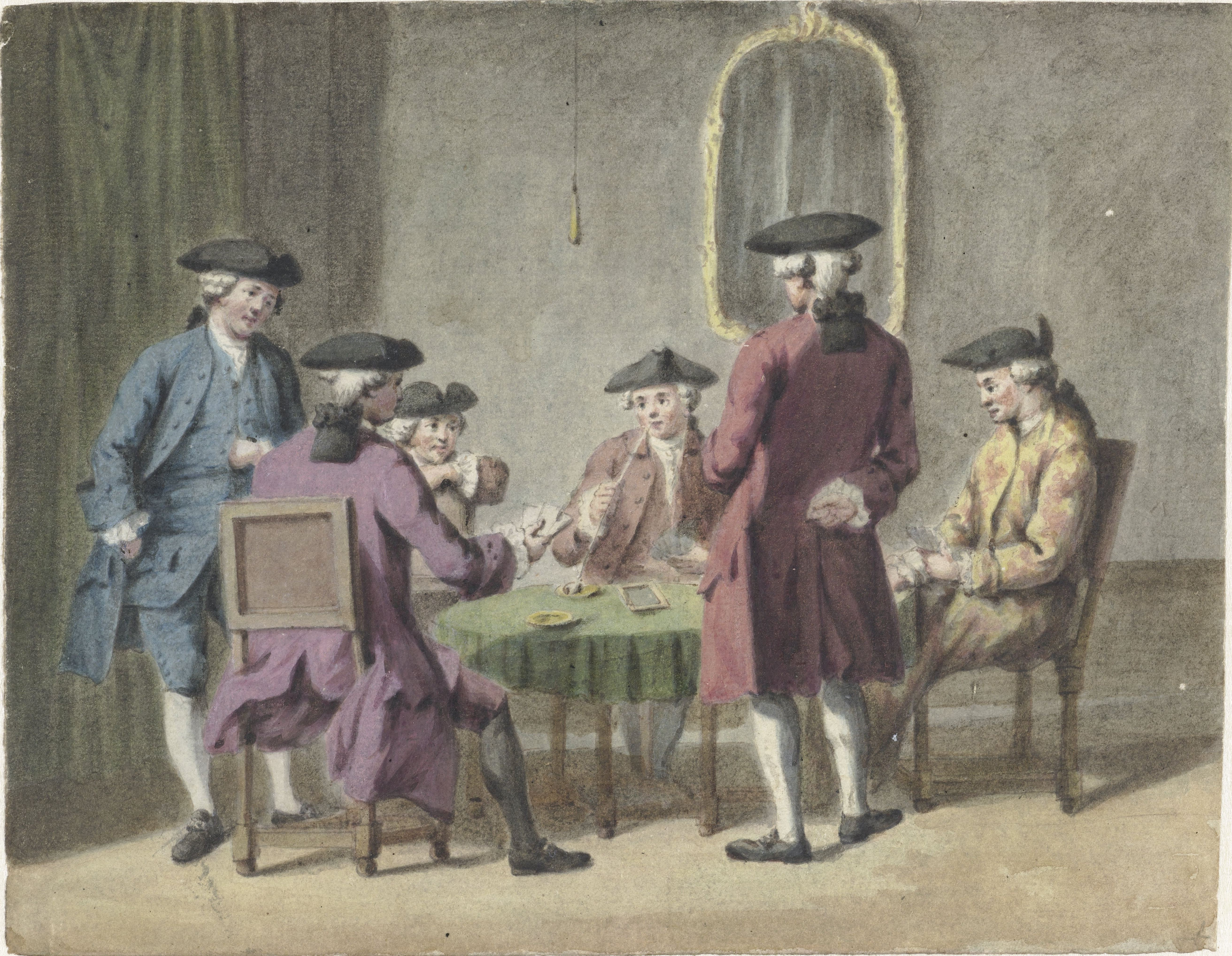
Kaartspelende heren in interieur
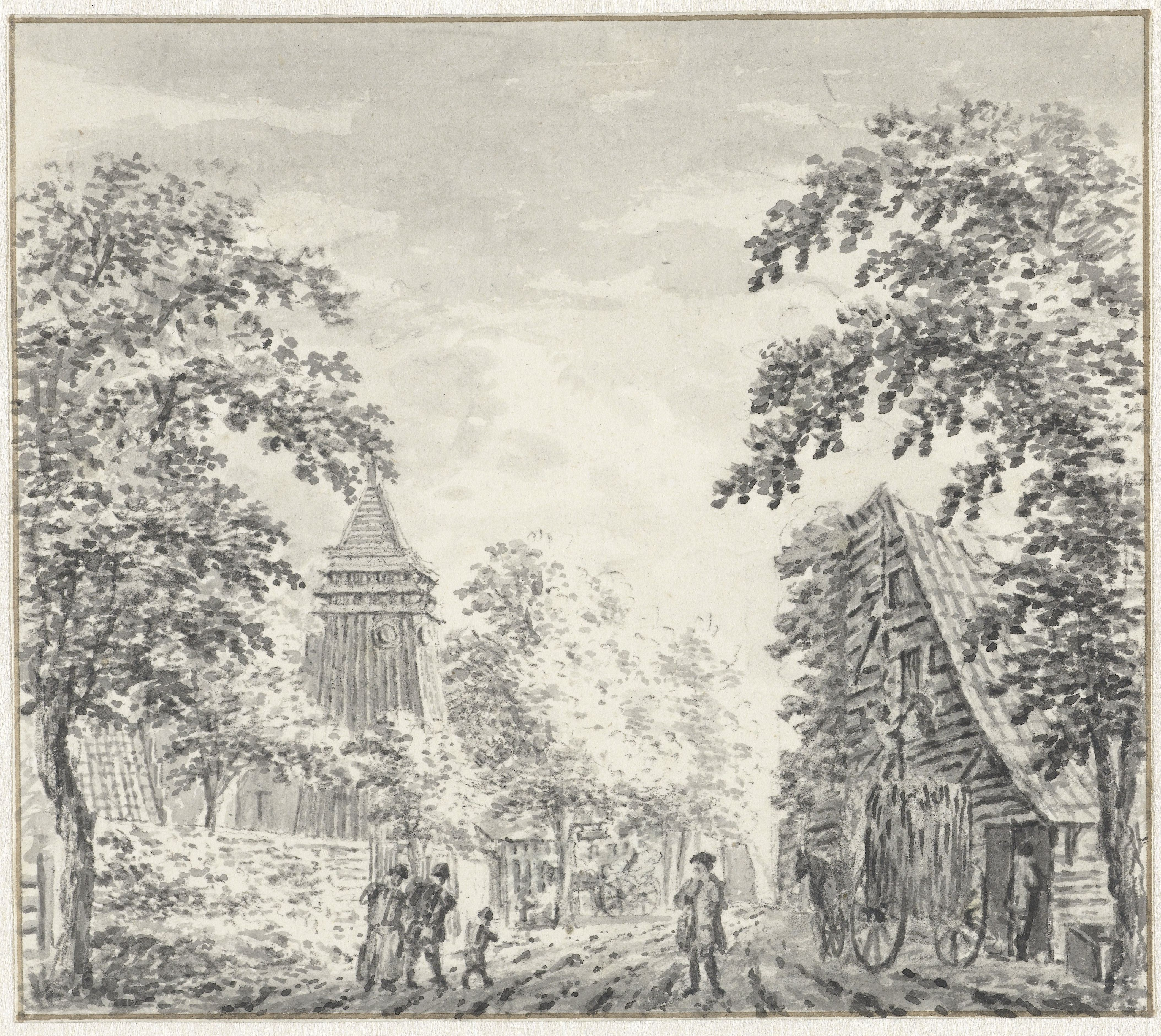
Klokhuis te Overveen
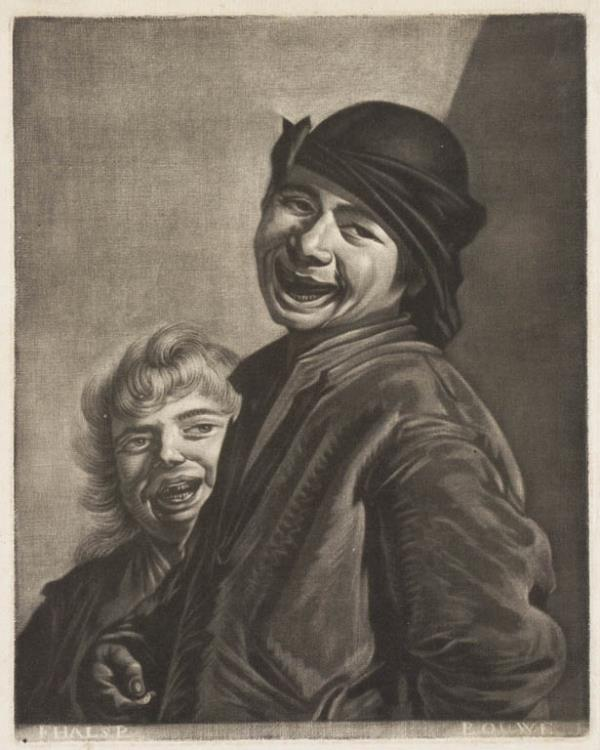
Twee lachende jongens, naar Frans Hals
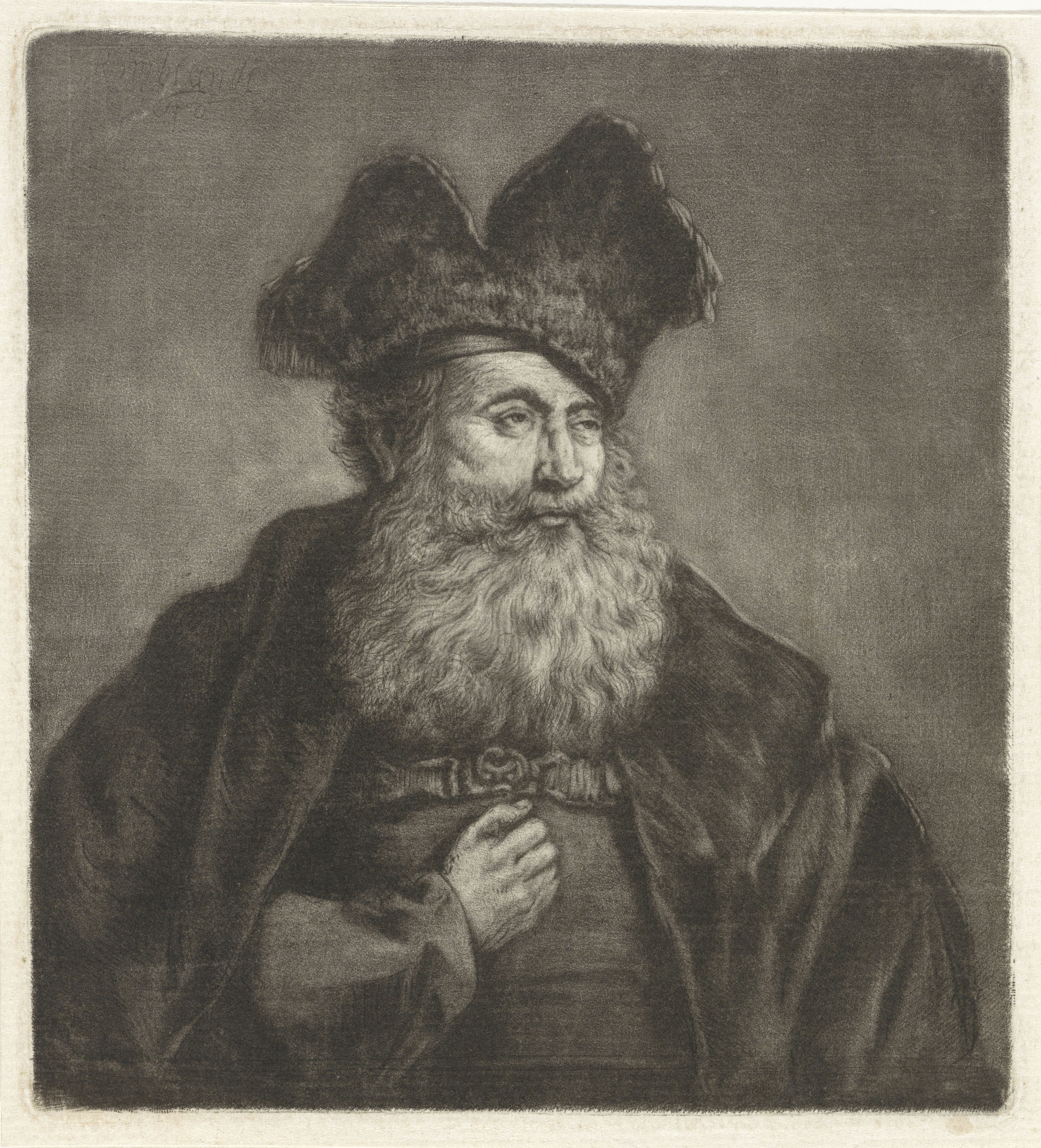
Portret van een man met een baard en een muts, naar Rembrandt